# Kathedrale von Novara

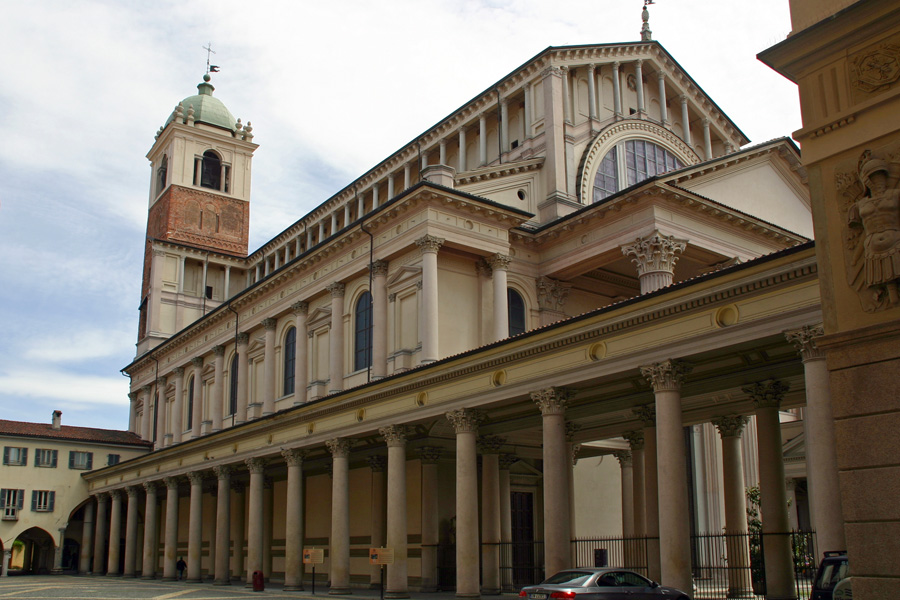
Der Dom von Novara

Die Kathedrale von Novara (italienisch Cattedrale di Santa Maria Assunta oder Duomo di Novara) ist die Bischofskirche des Bistums Novara. Das ursprünglich romanische Kirchengebäude wurde im 19. Jahrhundert im Stil des Neoklassizismus weitgehend umgebaut, nachdem es bereits im 18. Jahrhundert barockisiert worden war. Der Dom befindet sich im Stadtzentrum von Novara an der Piazza della Repubblica. Zum Bauensemble gehört weiterhin ein Baptisterium und der ehemalige Bischofspalast, der später das Domkapitel beherbergte, sowie der Kreuzgang des Doms.

## Geschichte
Der Bau des Doms, des Baptisteriums und der Bischofsresidenz soll, der Legende zufolge, auf den ersten Bischof Gaudentius von Novara (zwischen 350 und 400) zurückgehen. Bereits diese erste Kirche stand unter dem Patrozinium der Jungfrau Maria.
Zwischen dem 11. und dem 12. Jahrhundert wurde die frühmittelalterliche Kathedrale abgebrochen und durch ein romanisches Kirchengebäude ersetzt. Papst Innozenz II. weihte den Neubau am 17. April 1132. Vor der Kirche auf dem Grundriss eines lateinischen Kreuzes mit drei Schiffen und Galerien stand ein vierseitiger Portikus, der von zwei Türmen flankiert wurde.
Ab dem 15. Jahrhundert wurde die Kirche erneut umgebaut. Im 15. und 16. Jahrhundert wurden entlang der Seitenschiffe Kapellen errichtet. 1580, zwei Jahre nach dem Transferierung von Karl Borromäus auf den erzbischöflichen Stuhl von Turin, wurde im Auftrag des Bischofs Francesco Bossi die alte Apsis abgebrochen und durch einen neuen rechteckigen Chor ersetzt. Zu Beginn der 1590er Jahre ließ Bischof Carlo Bascapè einen neuen Hochaltar errichten und Bischof Benedetto Odescalchi, der spätere Papst Innozenz XI., ließ 1680 die Laterne restaurieren. Im 18. Jahrhundert wurde die Kathedrale nach einem Entwurf von Benedetto Alfieri barockisiert, wobei die ursprüngliche Bausubstanz erhalten blieb. Die Arbeiten wurden 1792 eingestellt und 1831 nach einem Entwurf des Ingenieurs Melchioni wieder aufgenommen, der den neuen Chor schuf. Der Altar, 1836 geweiht und später fertiggestellt, war ein Entwurf des jungen Architekten Alessandro Antonelli, der zwischen 1854 und 1855 die Pläne für einen grundlegenden Umbau des Domes schuf. 1857 wurde die vierseitige Kolonnade abgebrochen und später in der Formensprache des Neoklassizismus wieder aufgebaut. Ab 1865 wurden die Kirchenschiffe und die Kuppel der romanischen Kathedrale niedergelegt.

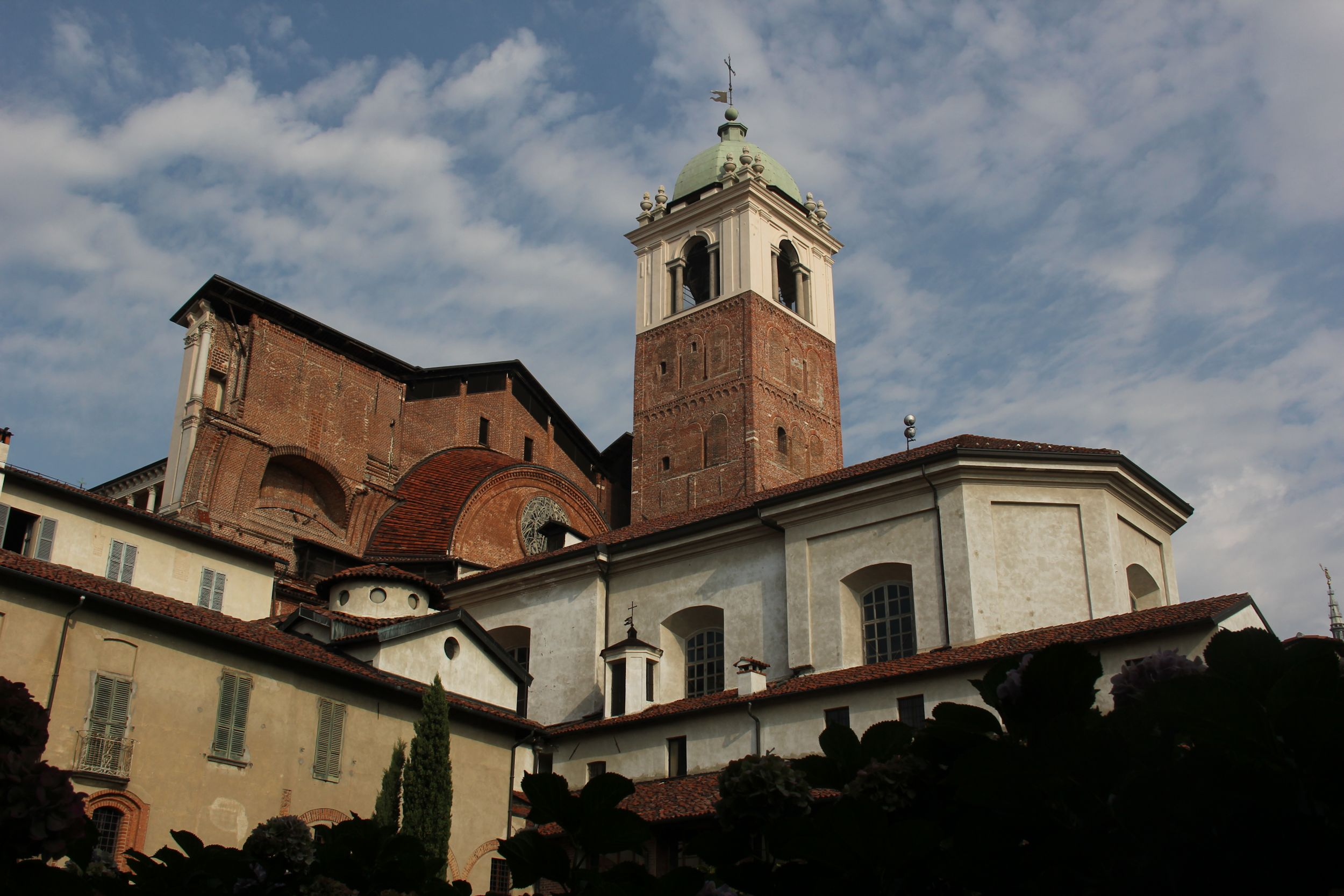
Die Rückseite der Domfassade mit den Bogenansätzen

Das monumentale Projekt blieb jedoch unvollendet, das Querschiff und der Chor wurden nicht wie von Antonelli geplant ausgeführt. Vom mittelalterlichen Kreuzgang des Domstifts, der sich auf der Rückseite des Gebäudes befindet, kann man Bogenansätze an der Rückseite der im 19. Jahrhundert errichteten Fassade erkennen, die eine Vorstellung geben von dem geplanten Teil des Bauwerks, den sie hätten tragen sollen. Die Einweihung der umgebauten Kathedrale fand 1869 statt, die Innenausstattung wurde jedoch erst in den 1880er-Jahren fertiggestellt. Der monumentale Portikus wurde 1890 von Antonellis Sohn Costanzo erbaut.
In neuerer Zeit wurde der Dom außen wie innen umfassend saniert. Die Außenrestaurierung dauerte zwölf Jahre und wurde 2009 mit der Fertigstellung des romanischen Glockenturms beendet. Die Arbeiten im Inneren des Kirchenschiffs begannen 2011 im Chorgewölbe, wurden 2014 in den Gängen und den Seitenkapellen fortgeführt und dauerten im Mittelschiff bis 2018 an.

## Beschreibung

### Äußeres
Entlang der Seite zur Piazza della Repubblica wird das Gebäude von einer Kolonnade aus glatten Säulen mit korinthischen Kapitellen begrenzt. Hier befindet sich auch der Zugang zum Kreuzgang, der durch ein Tor verschlossen und innen von einem weiteren Säulengang umgeben ist. Der Eingang zum Kirchenraum befindet sich unter einem Pronaos, der aus vier geriffelten Säulen besteht, die mit korinthischen Kapitellen gekrönt sind und den dreieckigen Giebel tragen. Die beiden äußeren Säulen sind hohl und haben die Funktion von Fallrohren.

### Inneres
Das Innere der Kathedrale hat eine Höhe von etwa 35 Metern, eine Länge von 45 Metern sowie eine Breite von 14 Metern. Der Raum ist durch Stucksäulen aus Kunstmarmor in drei Kirchenschiffe gegliedert. Das Mittelschiff wird von einem Tonnengewölbe überspannt, während die Seitenschiffe eine flache Decke aufweisen.
Das Presbyterium bewahrt teilweise den alten Mosaikboden der frühchristlichen Kathedrale aus dem Jahr 1132 mit schwarzen und weißen Steinen in opus tessellatum mit der Darstellung von Adam und Eva in der Mitte sowie den vier Flüssen des Paradieses. Im Chor befinden sich zwei Orgeln, von denen die älteste rechts vom Altar steht.

### Seitenkapellen
Der Kapellenumgang umfasst im Uhrzeigersinn die folgenden Seitenkapellen.

#### Kapelle San Giuseppe
Die Kapelle San Giuseppe birgt ein Gemälde auf Leinwand von Carlo Francesco Nuvolone, das die Anbetung der Könige zeigt. Dieses Bild wurde als Ersatz für ein von Tizian geschaffenes und im 17. Jahrhundert durch einen Brand verloren gegangenes Altarbild in Auftrag gegeben.

#### Kapelle San Gaetano
Im Anschluss daran folgt die Kapelle San Gaetano, die ein Tafelbild aus dem 16. Jahrhundert von Sperindio Cagnoli mit einer Darstellung des Letzten Abendmahls enthält. Ferner befindet sich dort eine Reliquienbüste, die Bernhard von Menthon darstellt.

#### Kapelle der Madonna delle Grazie
Am oberen Ende des nördlichen Seitenschiffs befindet sich eine Kapelle, die Unserer Lieben Frau von den Gnaden gewidmet ist. Dieses Patrozinium nimmt Bezug auf die in Cambrai verehrte Ikone Notre-Dame de Grâce.

#### Kapelle Sant’Agabio
In der Kapelle Sant’Agabio werden die angeblichen Überreste der hl. Novara aufbewahrt, an die eine Statue der Brüder Collino erinnert.

#### Kapelle San Lorenzo Martire
In der Kopfkapelle des südlichen Seitenschiffs befindet sich ein Altar, der dem Märtyrer Laurentius gewidmet ist.

#### Kapelle San Benedetto
Am südlichen Seitenschiff folgt die Benedikt von Nursia gewidmete Kapelle mit einem von Bernardino Lanino geschaffenen Altarbild aus dem Jahr 1575.

#### Kapelle Santa Caterina d’Alessandria
Die Katharina von Alexandrien gewidmete Kapelle enthält ein Tafelbild von Gaudenzio Ferrari mit einer Darstellung der „mystischen Hochzeit“ Katharinas.

#### Kapelle der Madonna del Riscatto
Als letzte der Kapellen folgt die der Madonna von der Erlösung gewidmete von 1728 mit einer Skulpturengruppe von Giuseppe Rusnati.

## Orgeln
Die Kathedrale verfügt über drei Orgeln. Eine befindet sich auf der Epistelseite, die zweite auf der Evangelienseite, und bei der dritten handelt es sich um ein Orgelpositiv.

### Orgel der Epistelseite
Auf der Epistelseite befindet sich eine Orgel mit drei Manualen und Pedal. Sie wurde 1902 von Alessandro Mentasti erbaut und umfasst 40 Register. Die Traktur ist mechanisch-pneumatisch aufgebaut und mit Barkerhebeln ausgerüstet. Der Winddruck beträgt regulär 65 mm WS, bei den Hochdruckregistern 95 mm WS.
Disposition:
| I Grand’Organo C–c4 |       |   |
| Principale          | 16′   |   |
| Principale          | 8′    |   |
| Diapason            | 8′    |   |
| Flauto              | 8′    | H |
| Dulciana            | 8′    |   |
| Quintante           | 8′    |   |
| Viola               | 8′    | H |
| Ottava              | 4′    |   |
| Flautino            | 4′    |   |
| Duodecima           | 2 ⁄3′ |   |
| Decimaquinta        | 2′    |   |
| Ripieno X           |       |   |
| Corno Inglese       | 16′   | H |
| Tromba              | 8′    | H |

| II Positivo C–c4 |    |
| Eufonio          | 8′ |
| Flauto armonico  | 8′ |
| Salicionale      | 8′ |
| Bordone          | 8′ |
| Unda maris       | 8′ |
| Ottava           | 4′ |
| Flauto a camino  | 4′ |
| Piccolo          | 2′ |
| Clarinetto       | 8′ |

| III Espressivo C–c4 |     |
| Bordone             | 16′ |
| Principale          | 8′  |
| Flauto              | 8′  |
| Viola da gamba      | 8′  |
| Violini             | 8′  |
| Voce celeste        | 8′  |
| Prestante           | 4′  |
| Bordone             | 4′  |
| Pieno IV            |     |
| Oboe                | 8′  |

| Pedal C–g1   |     |   |
| Contrabbasso | 16′ |   |
| Subbasso     | 16′ |   |
| Violone      | 16′ |   |
| Ottava       | 8′  |   |
| Bordone      | 8′  |   |
| Violoncello  | 8′  |   |
| Bombarda     | 16′ | H |

- Koppeln: II/I, I/P, II/P

Anmerkungen
H = Hochdruckregister

### Orgel der Evangelienseite
Auf der Evangelienseite befindet sich eine kleine Orgel mit einem Manual und angehängtem Pedal, die jedoch wegen Mängeln im Windwerk nicht spielbar ist. Sie wird einem Orgelbauer aus der Dynastie der Biroldi aus Varese zugeschrieben und zeigt eine mechanische Traktur. Das Werk besitzt geteilte Register, die Teilung erfolgt zwischen h2 und c3. Das Instrument hat jedoch tiefgreifende Veränderungen der Traktur und des Pfeifenwerks erfahren. So wurden die Zungenregister durch Labiale ersetzt und fünf Töne aus dem F der Kontraoktave wurden ganz entfernt.
Das Windwerk befindet sich hinter der Orgelrückwand und besteht aus drei großen Keilbälgen. Ein kleinerer Balg befindet sich in der Orgel.

#### Disposition
| Manual           |      |
| Principale       | 8′   |
| Ottava           | 4′   |
| Decimaquinta     | (2′) |
| Viola da Gamba   | 8′   |
| Violino          | 8′   |
| Flauto           | 4′   |
| Unda Maris       |      |
| Cornetta soprani |      |

#### Ursprüngliche Disposition
Aus dem Pfeifenbestand und den erhaltenen Beschriftungen der Schleifen kann folgende Disposition erschlossen werden:
| Orgel                                    |     |
| Principale bassi                         | 12′ |
| Principale soprani                       | 12′ |
| Principale II bassi                      |     |
| Principale II soprani                    |     |
| Ottava bassi                             |     |
| Ottava soprani                           |     |
| Quintadecima (XV)                        |     |
| Decimanona (XIX)                         |     |
| Vigesimaseconda (XX)                     |     |
| Vigesima sesta (XXVI)                    |     |
| Vigesima nona (XXIX)                     |     |
| Trigesima terza e sesta (XXXIII + XXXVI) |     |
| Quadrigesime (XXXX)                      |     |
| Fagotto bassi                            |     |
| Tromba soprani                           |     |
| Voce umana                               |     |
| Flauto in ottava soprani                 |     |
| Cornetto tre file soprani                |     |
| Contrabbassi con Ottave di rinforzo      |     |
| Tromboni                                 | 12′ |
| Timpani                                  | 6′  |

### Orgelpositiv
Das als Choralorgel bezeichnete kleinste Instrument wurde von der Orgelbauerfamilie Mascioni 1986 als op. 1077 erbaut und wurde der Kathedrale von einem Stifter zur Verfügung gestellt, der es zuvor in seiner Privatwohnung in Gebrauch hatte. Es verfügt über ein Manual und ein an die Bassoktave der Tastatur angehängtes Pedal mit mechanischer Traktur.
| Manual / Pedal        |         |
| Bordone               | 8′      |
| Flauto                | 4′      |
| Flauto in XII soprani | (2 ⁄3′) |
| Principale            | 2′      |